# رينيه سوتينديك
رينيه سوتينديك (بالهولندية: Renée Soutendijk)‏ هي ممثلة هولندية، ولدت في 21 مايو 1957 في هولندا. من الجوائز التي نالتها Golden Calf for Best Actress ‏ سنة 1985.

## أعمال

### أفلام
- (2018) صاسبيريا

## جوائز
- Golden Calf for Best Actress [الإنجليزية]‏ (1985)

## وصلات خارجية
- رينيه سوتينديك على موقع IMDb (الإنجليزية)
- رينيه سوتينديك على موقع ألو سيني (الفرنسية)
- رينيه سوتينديك على موقع أول موفي (الإنجليزية)
- رينيه سوتينديك على موقع قاعدة بيانات الأفلام السويدية (السويدية)
- رينيه سوتينديك على موقع قاعدة بيانات الفيلم (الإنجليزية)
- رينيه سوتينديك على موقع كينوبويسك (الروسية)